# Lone Wiggers
 Der er for få eller ingen kildehenvisninger i denne artikel, hvilket er et problem. Du kan hjælpe ved at angive troværdige kilder til de påstande, som fremføres i artiklen.

Lone Christina Wiggers (født 5. november 1963) er en dansk arkitekt ansat på C.F. Møllers Tegnestue. Hun var formand for udvalget for arkitektur i Kulturkanonen.

## Biografi
Lone Wiggers blev i 1989 uddannet arkitekt fra Arkitektskolen Aarhus. I 1991 blev hun ansat i Arkitektfirmaet C. F. Møller, hvor hun i 1997 blev partner.
Hun har været arkitekt på Statens Museum for Kunst, Topdanmarks domicil i Ballerup, Vendsyssel Kunstmuseum i Hjørring og flere andre bygningsværker. Hun har udstillet på Box 2.0 i København (2005), Biennalen i Venedig (2004) samt flere andre.
Hun har opnået flere tillidsposter gennem tiden, blandt andet som næstformand i Statens Kunstfonds bestyrelse og formand for Statens Kunstfonds arkitektudvalg, begge i perioden 1999 – 2001 samt medlem af UNESCOs Nationalkommission og Kulturudvalg siden 2002.